# Castianeira albomaculata
Castianeira albomaculata är en spindelart som beskrevs av Lucien Berland 1922. Castianeira albomaculata ingår i släktet Castianeira och familjen flinkspindlar.
Artens utbredningsområde är Kenya. Inga underarter finns listade.